# Elaeocarpus moratii
Elaeocarpus moratii är en tvåhjärtbladig växtart som beskrevs av C. Tirel. Elaeocarpus moratii ingår i släktet Elaeocarpus och familjen Elaeocarpaceae. Inga underarter finns listade i Catalogue of Life.